# Squeeze (The Walking Dead)
"Squeeze"  é o nono episódio e mid-season premiere da décima temporada da série de televisão de terror pós-apocalíptico The Walking Dead. Esse episódio foi escrito por David Leslie Johnson e dirigido por Michael Satrazemis, tendo focado nos sobreviventes presos na caverna e nos Sussurradores. 
O episódio foi exibido originalmente nos Estados Unidos pela AMC em 23 de fevereiro de 2020, e no Brasil pela Fox no dia seguinte, 24 de fevereiro.

## Enredo
Daryl (Norman Reedus), Carol (Melissa McBride), Aaron (Ross Marquand), Jerry (Cooper Andrews), Connie (Lauren Ridloff), Kelly (Angel Theory) e Magna (Nadia Hilker) se recuperam da queda na caverna, onde estão presos com a horda de Alpha (Samantha Morton). Alpha, com uma tocha na mão, olha para eles de cima e Carol grita com raiva. Ela sai da caverna, ordenando que os Sussurradores não os deixem escapar. Ela joga a tocha no chão e se afasta, colocando a máscara. Magna tenta escalar a caverna, mas falha. Daryl diz a ela que é muito alto para alcançar, então o grupo começa a procurar outras vias de fuga. Daryl aponta sua lanterna para uma pedra e Aaron sugere que eles avancem pulando nas pedras. Eles chegam ao outro lado e um caminhante agarra o pé de Kelly, e Jerry corta seu braço, entregando-o a Daryl.
Enquanto o grupo se move pela caverna, Kelly ressalta que eles não têm comida suficiente para ficar lá para sempre. Jerry garante que tem que haver uma saída, já que os caminhantes conseguiram entrar. Connie pergunta a Carol se ela está bem, e ela concorda. Daryl conta que ela tem claustrofobia e Magna confronta Carol sobre ela perseguir Alpha e fazer todos ficarem presos. Daryl diz que eles não têm tempo para brigas. No acampamento dos Sussurradores, Alpha informa Beta (Ryan Hurst) e Gamma (Thora Birch) que um grupo inimigo cruzou a fronteira e estava indo para o Parque Nacional, onde a horda está localizada. Beta diz que os subestimou, então Alpha designa mais guardas, antes de mandar Gamma levar uma mensagem para Alexandria. Negan (Jeffrey Dean Morgan) assiste a conversa silenciosamente. Na caverna, os sobreviventes descansam e tentam se reunir. Daryl diz a Carol que ele está cansado de suas ações imprudentes e quer que ela pare de procurar vingança. Ela responde que quer que Alpha sofra por tudo o que fez, mas Daryl a lembra que eles não estão lutando por vingança, mas pelo futuro. Carol promete que não vai mais enganá-lo. Enquanto isso, Magna investiga o labirinto de pedras com um fósforo aceso e é emboscada por um sussurrador. O grupo mata vários sussurradores, antes de decidir seguir os que escaparam para encontrar a saída.
Em outro lugar no dia seguinte, Negan encontra Alpha na latrina do campo, onde ele diz a ela que deve haver um traidor entre eles e sugere que pode ser Gamma. Alpha segura uma faca na virilha de Negan e diz para ele não semear paranoia no acampamento, avisando que, se estiver errado, ela cortará seus testículos, jogando-o no fosso e saindo. De volta à caverna, Connie consola Carol e o grupo começa a se espremer por túneis estreitos. Carol sofre ataques claustrofóbicos, mas os supera. Alguns caminhantes aparecem dos buracos, forçando os sobreviventes a acelerar. Jerry fica preso em um buraco e dois caminhantes tentam mordê-lo. Daryl diz para ele remover sua armadura e ele consegue sair. Kelly checa os sapatos de Jerry e garante que ele não foi mordido. Magna vê a luz do sol e quase cai em um precipício enorme, sendo slava por Daryl, que acende o braço do andador e o joga no leito da caverna, exibindo parte da horda. No acampamento dos Sussurradores, Alpha pergunta a Beta sobre o paradeiro de Gamma. Ele diz que ela não chegou à fronteira, então enviou quatro batedores para ajudá-la caso ela tenha sido pega. Alpha implica que Gamma seja o traidor e quer que Beta a localize e a traga viva para o acampamento para que ela possa matá-la na frente de todos. Na caverna, o grupo entra em uma antiga mina, onde encontra uma possível saída, bloqueada. Kelly encontra uma caixa de dinamite e Jerry pede que ela deixe-a com cuidado. Magna compartilha com Aaron seus sentimentos sobre a briga com Yumiko (Eleanor Matsuura). De volta ao acampamento dos Sussurradores, Alpha leva Negan nas profundezas da floresta. Quando eles param, ela ordena que ele tire as roupas. Negan, pensando que Alpha está prestes a matá-lo, admite que o poder que ele tinha sobre os Salvadores o transformou em um monstro. Surpreendentemente, ele se vira e encontra Alpha completamente nua. Ela diz que ele merece uma recompensa por detectar o espião. Negan se diverte porque ela mantém a máscara e pergunta se ela o decapitará como depois, mas não recebe nenhuma resposta. Ele diz que vai se arriscar e os dois se beijam.
Na caverna, o grupo continua cavando uma saída pela mina, quando Daryl percebe que Carol e a caixa de dinamite sumiram. Carol fez todo o caminho de volta, tentando encontrar um bom lugar para jogar a dinamite e explodir a horda. Daryl diz que ela se matará no processo e a convence a parar. Ele então tenta puxá-la para cima, mas a dinamite cai e explode debaixo deles. A caverna começa a desmoronar, e Jerry segura uma viga para permitir que os outros escapem. Kelly e Aaron chegam à superfície e matam alguns sussurradores. Connie corre de volta para encontrar Daryl e Carol, forçando Magna a segui-la. Elas os encontram e os ajudam a escapar, mas encontram mais sussurradores vindo atrás. Magna e Connie ficam para trás e matam vários inimigos para proteger Jerry, mas ele não consegue mais segurar o tronco e sai pelo buraco. O resto da dinamite explode imediatamente e a caverna implode, prendendo Magna e Connie dentro. Daryl tenta escavar os escombros enquanto Kelly cai no chão chorando. Aaron diz a Daryl que pode levar semanas para tirar todas as pedras. Kelly afirma que a explosão atrairá caminhantes e mais sussurradores e que eles devem sair porque não poderão ajudar Connie e Magna se morrerem. Carol fala com Daryl, culpando-se por todos os problemas e pede que ele admita que é tudo culpa dela. Ele ignora o pedido dela e diz ao grupo para ir para casa e informar a todos que encontraram a horda, enquanto ele tenta encontrar a outra entrada da caverna.

## Produção
Foi escrito por David Leslie Johnson e dirigido por Michael Satrazemis.

## Recepção

### Crítica
Squeeze recebeu elogios medianos da crítica. No Rotten Tomatoes, o episódio teve uma taxa de aprovação de 94%, com uma pontuação média de 7,15 de 10, com base em 18 avaliações. Segundo o site, Squeeze leva os espectadores a uma história claustrofóbica de parar o coração que encontra tempo para enriquecer a forte dinâmica entre Carol e Daryl. De acordo com Jeff Stone, do IndieWire, o episódio é frustante, porém dar a Melissa McBride um potencial isolado, tendo que lidar com as consequências de seus atos idiotas durante toda a temporada é brilhante. Para Mark Delaney, do Escapist Magazine, a amizade de Carol e Daryl é um ponto marcante do episódio, embora retornar em uma caverna não seja uma decisão muito boa.

### Audiência
O episódio teve um total de 3.52 milhões de espectadores em sua exibição original na AMC na faixa de 18-49 anos de idade. Apresenta aumento de 0.31 pontos de audiência em relação ao episódio anterior.